# Fugenvegetation

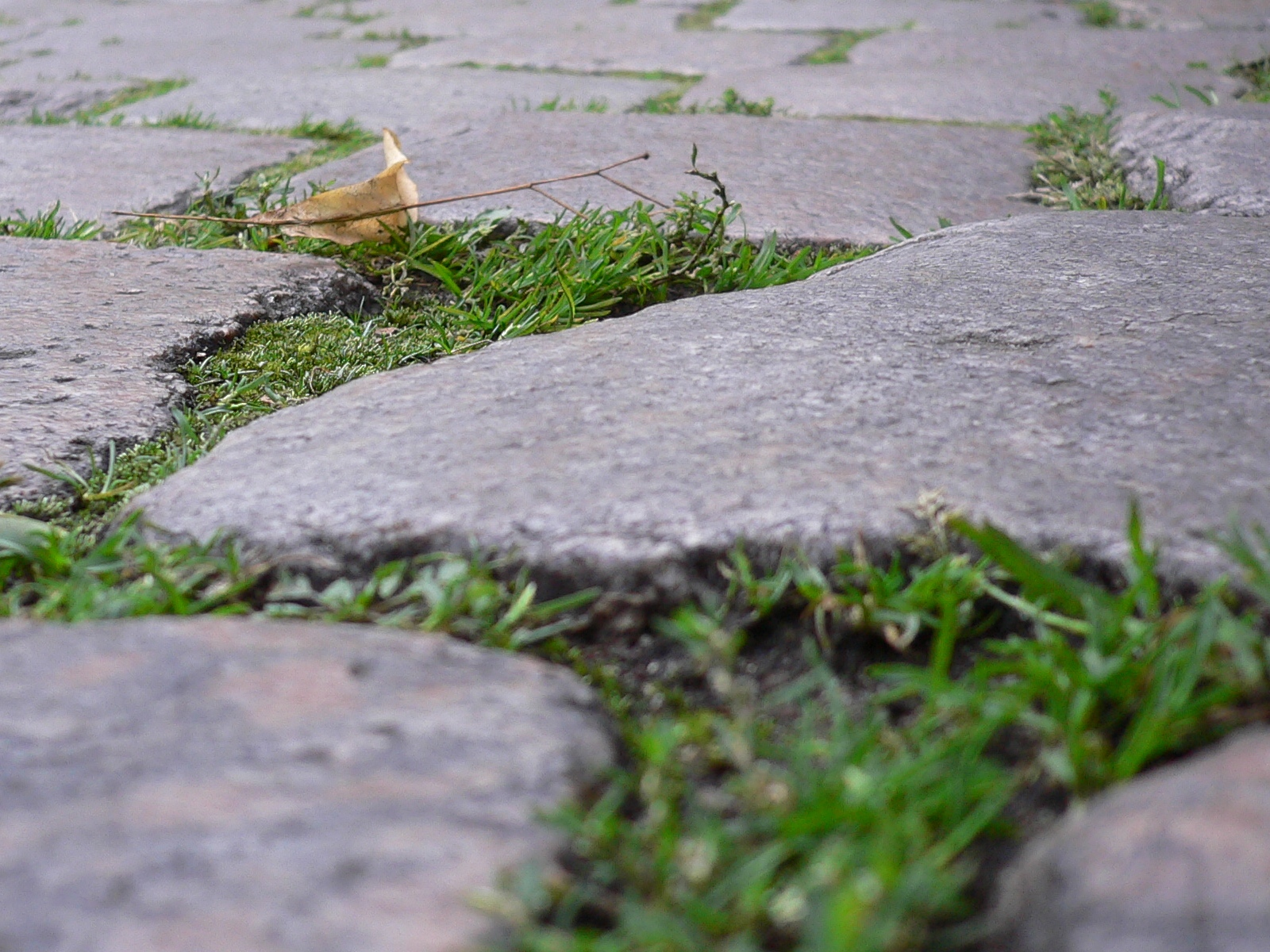
Pflasterritzenvegetation

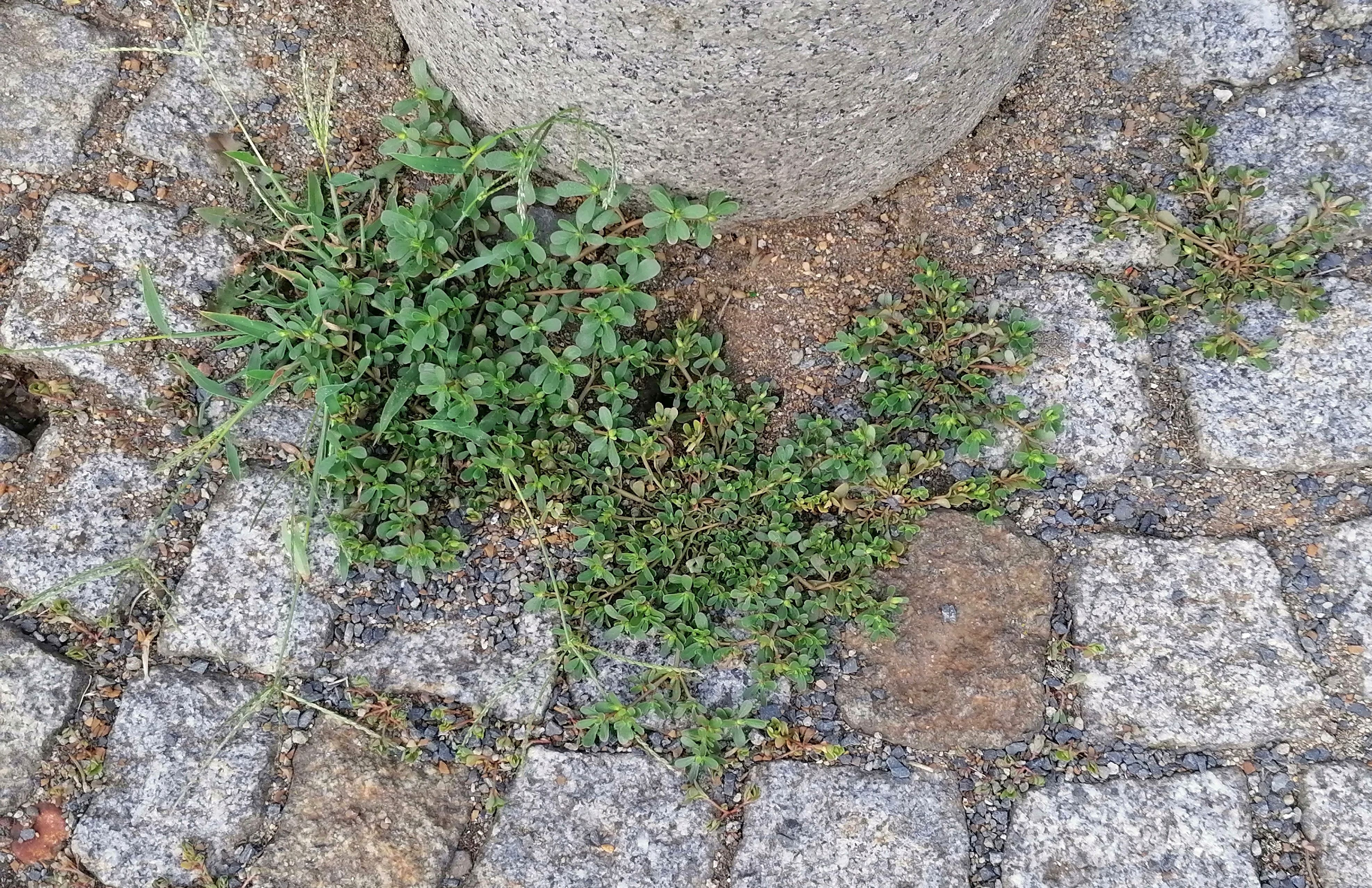
Kopfsteinpflaster auf dem Marktplatz von Ruhland mit Portulak und dem Blut-Fingergras Digitaria sanguinalis in der linken Randzone.

Als Fugenvegetation, auch Pflasterritzenvegetation, werden Pflanzen bezeichnet, die in den Fugen von Pflasterbelägen wachsen. Diese Vegetation gehört zu den ruderalen Mikrohabitaten im Bereich menschlicher Siedlungen.
Vielfach wird Fugenvegetation mit Herbiziden oder anderen Maßnahmen, z. B. Auskratzen, bekämpft. Andererseits wird Pflasterung, die bewusst Fugen zur Besiedelung durch Pflanzen offenhält, zunehmend eingesetzt, um die Bodenversiegelung zu verringern. In den Fugen herrschen besondere Wachstumsbedingungen, an die sich nur bestimmte Pflanzen anpassen können. Ein dichter Bewuchs in den Fugen des Kopfsteinpflasters erhöht dessen Festigkeit. Zudem wird diese Art der Begrünung für die Stadtökologie immer wichtiger, nicht nur aus Gründen der Stadtgestaltung, sondern auch zur Regenwasserbewirtschaftung.

## Gestaltung

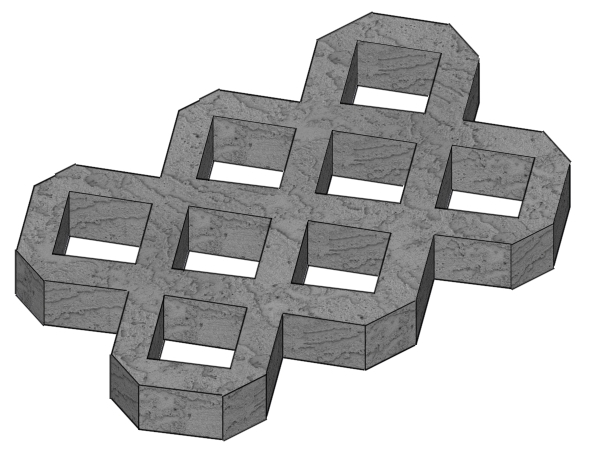
Der Rasengitterstein zählt zu den bekanntesten Vertretern sickerfähiger Pflasterarten. In diesem Fall sickert das Oberflächenwasser durch die Zwischenräume im Stein in den Untergrund.

Neue Verlegearten des Pflasters bieten einen gestalterischen Spielraum und einen größeren Raum für die Vegetation. Zu diesen Pflasterarten gehören zum Beispiel:
- Rasenfugenpflaster
- Rasengittersteine
- Holzpflaster

## Standortcharakteristika
Nur wenige Zentimeter in der Tiefe und noch geringere Breiten bieten den Pflanzen extrem wenig Platz zum Ausbilden der Blätter oder der Wurzeln. Auch der Boden in den Fugen kann den Pflanzen nicht genügend Nährstoffe bieten. Nur durch Anwehung oder Einspülung können die Pflanzen Nährstoffe aufnehmen. Der Stickstoffeintrag kann durch Abgase (Stickoxide und Ammoniak) und Abfälle im Siedlungsgebiet sehr hoch sein.
Die Fugen sind versickerungsaktiv und nehmen bei Regen das gesamte Wasser der viel größeren Oberfläche des Pflasters auf. Dadurch ist trotz der geringen Oberfläche der Fugen und Ritzen meist für ausreichende Feuchtigkeit gesorgt.

## Anpassungsvermögen
Pflasterritzenvegetation zeichnet sich dadurch aus, dass die Pflanzen in den Fugen sehr resistent gegen ungünstige Standortfaktoren sind.
Das erste Anpassungsmerkmal ist die Größe der Fruchtblätter und der Wurzeln. Da die Ritzen nur wenige Zentimeter breit und tief sind, können Wurzeln nur minimal ausgewachsen sein. Dies bedeutet, dass die Wurzeln schon kurz unter der Oberfläche aufhören. Insgesamt ist auch die Nährstoffaufnahme nur begrenzt möglich, da in den Pflastern extreme Schwankungen des Nährstoffpegels stattfinden. Dies ist der Grund für eine geringe Größe der Pflanzen. In anderer Umgebung können die gleichen Pflanzen jedoch weitaus größere Ausmaße erreichen, das heißt, die Merkmalsausprägungen sind phänotypisch.
Zu dem knappen Nährstoffangebot kommt die mechanische Beanspruchung der Blätter durch den „Vertritt“ der Benutzer dieser Wege. Eine Bodenverdichtung ist oft die Folge davon.

## Artenzusammensetzung
Neben Flechten und Moosen wie dem Silbermoos (Bryum argenteum) kommen in Mitteleuropa je nach Standort Gräser wie das Deutsche Weidelgras (Lolium perenne) und das Einjährige Rispengras (Poa annua), der Breitwegerich (Plantago major), die Vogelmiere (Stellaria media), das Niederliegende Mastkraut (Sagina procumbens), der Weiß-Klee (Trifolium repens) und Löwenzahn-Arten in der Fugenvegetation vor.
Soweit ein Standort nicht durch besondere Umstände (Umzäunung, Hauswand usw.) trittgeschützt ist, wachsen in Pflasterfugen Trittpflanzengesellschaften. Oft sind die Standorte durch Oberflächenversiegelung, sandiges Fugensubstrat und Sommerhitze recht trocken. An feuchteren Standorten (schattige Stellen oder atlantisch-subatlantisch beeinflusstes Klima) ist die Mastkraut-Silbermoos-Gesellschaft zu finden. Die einzelnen Standorte zeigen meist eine artenarme Vegetation, doch ergibt sich (auch kleinräumig) eine gewisse Artenvielfalt durch unterschiedliche Arten in der eigentlichen Geh- oder Fahrbahn, in Pflasterfugen in der Nähe von Hauswänden und in solchen oberhalb des Bordsteins.

## Versuche
In einigen Großstädten wie Berlin, Wien und Paris sowie am Wissenschaftszentrum Weihenstephan wurden Versuche mit der Pflasterritzenvegetation durchgeführt.
In Margareten, einem der dichtest besiedelten Bezirke Wiens, wurden seit dem Frühjahr 2005 Samenmischungen erprobt. Die Ritzen zwischen den Pflastersteinen eines großen Parkplatzes wurden nicht dicht verschlossen, sondern mit Sand aufgefüllt, dem die Samen beigefügt worden waren. Dabei wurde in Zusammenarbeit mit der Universität für Bodenkultur darauf geachtet, dass es sich um niedrig wachsende Pflanzen handelte. Aus Gründen der Verkehrssicherheit sind auf Verkehrsflächen nur Höhen bis zu zwei Zentimetern zulässig.
Bei den Versuchen wurde festgestellt, dass nur Parkflächen für die Fugenvegetation geeignet sind, die wenig befahren werden, höchstens ein- bis zweimal täglich. Auch stellte sich heraus, dass die Frostschäden durch das in die Fugen eindringende Wasser wesentlich höher sind als bei dicht versiegelten Flächen.